# Uniwersum Metro 2033
Uniwersum Metro 2033 (ros. Вселенная Метро 2033) – międzynarodowy projekt literacki zapoczątkowany przez rosyjskiego pisarza Dmitrija Głuchowskiego w 2009 roku z rosyjskim wydawnictwem AST. W Polsce projektem zajmuje się wydawnictwo Insignis Media. Książki serii opisują przygody ludzi na każdym zakątku postapokaliptycznej Ziemi, po wojnie nuklearnej. Największa część historii dzieje się w metrach, gdzie schronili się uciekinierzy podczas III wojny światowej. Po 20 latach nadal pozostają w ukryciu, bez możliwości powrotu na powierzchnię, z powodu panującego tam promieniowania i aktywności agresywnych mutantów. Uniwersum składa się z kilkudziesięciu powieści wydanych w Rosji, i mniejszej ilości w innych krajach. W Polsce dodatkowo wydano cztery zbiory opowiadań napisane przez polskich fanów.

## Realia
Zgodnie z fabułą książek, 6 lipca 2013 r. rozpoczęła się III wojna światowa, która doprowadziła do śmierci większości ludzkiego gatunku poprzez powszechne użycie broni masowego rażenia (głównie nuklearnej i biologicznej). Nawet dwadzieścia lat po wojnie atomowej, na powierzchni obserwuje się wysoki poziom promieniowania radioaktywnego, szczególnie w okolicach zniszczonych miast. W związku z tym przebywanie na powierzchni nie jest możliwe bez środków ochronnych a ludzie nie mogą wrócić do normalnego życia. Dodatkowo powierzchnia jest gęsto zamieszkana przez mutanty, zmutowane z każdego rodzaju stworzeń dzięki użyciu broni biologicznej. Większość mutantów jest nastawiona agresywnie wobec ludzi.
Wojna doprowadziła także do zmian klimatycznych na globalną skalę, dla przykładu, w Europie Zachodniej rozpoczęła się nowa epoka lodowcowa, część Sahary zmieniła się w gęstą dżunglę, Zatoka Wenecka wyschła, a Półwysep Krymski oddzielił się nową cieśniną od lądu. Także japońskie wyspy Hokkaido i Honshu znalazły się na stałe pod wodą.
Ludzie, którzy przeżyli, schronili się w podziemnych schronach (systemy metra i bunkry), a także w miejscach o niskim poziomie promieniowania, a następnie zaczęli łączyć się w większe wspólnoty ze względów geograficznych i ideologicznych. Liczba ocalałych ludzi w 2013 r. wynosi kilkadziesiąt milionów. Powstałe wspólnoty ludzkie albo są od siebie odizolowane, albo mają kontakt tylko z najbliższymi sąsiadami. Między niektórymi społecznościami podróżują dobrze wyekwipowane i uzbrojone karawany umożliwiając szczątkowy handel wymienny. Jako uniwersalną walutę stosuje się zazwyczaj naboje.

## Historia projektu
Projekt jest światowym ewenementem w aspekcie organizacyjnym, zwłaszcza pod względem wkładu społeczności. Tak jak Metro 2033 było pisane z udziałem czytelników za pomocą internetu i publikowania na bieżąco wszystkich rozdziałów, tak samo Uniwersum Metro 2033 bardzo mocno z tego czerpie. Duża część autorów biorących udział w tym projekcie to literaccy debiutanci, fani oryginalnego Metro 2033, którzy rozpoczęli swoją przygodę publikując fragmenty twórczości na oficjalnym rosyjskim forum metro2033.ru. Spośród nich zostali wybrani najlepsi, którzy zostali poproszeni o napisanie oficjalnej powieści do serii m.in. Siergiej Antonow czy Andriej Diakow. Byli oni aktywnymi członkami fandomu jeszcze z czasów procesu twórczego oryginalnego Metra. Na początku istnienia projektu istniała formuła Web 2.0, która polegała na tym, że fani publikowali swoje teksty, a inni użytkownicy je oceniali. Tylko 20 najlepiej ocenionych tekstów było czytanych przez redaktorów i wydawców, a spośród nich część wybierana do publikacji. Poza tym, raz do roku rosyjskie wydawnictwo Ast organizowało konkurs na najlepsze krótkie opowiadania do zbiorczej antologii, która następnie była wydawana jako niezależna książka. Mimo iż często znajdowały się w nich teksty autorów z już wydanymi powieściami w projekcie, była to także alternatywna ścieżka by uzyskać możliwość napisania własnej książki: np. pięciu debiutantów, których opowiadania zostały umieszczone w pierwszym zbiorze pt. Ostatni azyl, w przyszłości napisało własne powieści. Część pisarzy, z doświadczeniem literackim, została do projektu zaproszona bezpośrednio np. Suren Cormudian lub Siergiej Palij.
Projekt rozpoczął się premierą książki Znaki drogowe, która zawiodła fanów. Bezpośrednią konsekwencją tego był większy udział Dimitrija Głuchowskiego, który jako redaktor naczelny, zaczął osobiście redagować wszystkie przyszłe książki. Z czasem ilość pracy, którą Głuchowski musiał poświęcić dla Uniwersum Metro 2033 zrobiła się zbyt duża i monotonna, zrezygnował więc ze swojej funkcji po wydaniu 25 książki pt. Królestwo szczurów. Głównym redaktorem i edytorem stał się Wieczysław Bakulin, który prowadził organizację przez lata Od stycznia 2018 r. jego rolę przejął Wadim Czekunow.

### Uniwersum Metro 2033 w Polsce
- Zagraniczne powieści – w większości przypadków sam Dimitrij Głuchowski wybierał, które książki miały zostać wydane w Polsce. Z racji dużego wyboru i ograniczonych możliwości wydawniczych, tylko najlepsze pozycje zostają wydane w Polsce. Większość przetłumaczonych na język polski książek uzyskała wysokie miejsca w corocznych oficjalnych konkursach na najlepszą książkę UM2033 w rosyjskiej społeczności[8].
- Paweł Majka – początkowo do projektu został zaproszony Jacek Dukaj, lecz wskazał na swoje miejsce Pawła Majkę[9]. Ponieważ na jednej edycji Falkonu przedstawiciele wydawnictwa ogłosili, że poszukują polskiego pisarza, który podjąłby się napisania pierwszej polskiej powieści w świecie Metro 2033, Majka napisał zawczasu konspekt. Gdy redaktorzy Insignis Media skontaktowali się z nim, dzień później otrzymali gotowy pomysł. W sierpniu 2014 roku Dzielnica obiecana została wydana, a dwa lata później w listopadzie 2016 roku miała miejsce premiera kontynuacja pt. Człowiek obiecany.
- Robert J. Szmidt – gdy redaktorzy Insignis Media doszli do porozumienia z autorem w sprawie publikacji książki Szczury Wrocławia, zaprosili go także do udziału w projekcie Uniwersum Metro 2033. Bezpośrednim tego efektem jest trylogia Roberta pt. Nowa Polska, która składa się z następujących książek: Otchłań (2015), Wieża (2016), Riese (2019).
- Artur Chmielewski – był pierwszym polskim pisarzem, który sam zgłosił się do wydawnictwa i uzyskał zgodę na publikację swojej powieści w ramach Uniwersum. Początkowo powieść w jeszcze w starej formie była dostępna do kupienia na stronie twórcy[10]. Po przekonaniu wydawnictwa Achromatopsja została zmodyfikowana by zgadzać się ze światem Metro 2033 i dokończona[11]. Tym samym stała się pierwszą polską powieścią dziejącą się w metrze.
- Polskie zbiory opowiadań – przez cztery lata Insignis Media organizowało konkursy na najlepsze fanowskie opowiadania w świecie Metro 2033. Wybrane opowiadania były łączone w antologie, a następnie wydawane jako darmowy dodatek do powieści Uniwersum Metro 2033. Ewenementem na polskim rynku było drukowanie fanowskiej twórczości w regularnym nakładzie[12].

### Zasady pisania nowych powieści
Każdy kto chce wziąć udział w projekcie może zgłosić się bezpośrednio do wydawnictwa, w Rosji do AST, w Polsce do Insignis Media. Książka by zostać sprawdzona pod względem technicznym musi najpierw spełniać podstawowe założenia Uniwersum Metro 2033, które są następujące:
- Jedność miejsca, zazwyczaj miejsce pochodzenia albo zamieszkania autora, by dobrze znał opisywany przez siebie fragment świata.
- Jedność czasu, czas akcji to 2033 rok, z najpóźniejszym dozwolonym terminem w styczniu 2034 roku.
- Brak elementów fantastycznych, których nie można wyjaśnić science-fiction.
- Zakaz opisywania, jak wybuchła trzecia wojna światowa.
- Utrzymanie zgodności z innymi dziełami i ogólną konwencją.

## Trylogia Metro
| №            | Autor              | Tytuł                   | Miejsce akcji   | Data wydania w Rosji | Data wydania w Polsce |
| ------------ | ------------------ | ----------------------- | --------------- | -------------------- | --------------------- |
| 1            | Dmitrij Głuchowski | Metro 2033              | Metro w Moskwie | 2005                 | 24 lutego 2010        |
| 2            | Dmitrij Głuchowski | Metro 2034              | Metro w Moskwie | 16 marca 2009        | 10 listopada 2010     |
| Uzupełnienie | Dmitrij Głuchowski | Ewangelia według Artema | Metro w Moskwie | grudzień 2011        | 27 czerwca 2012       |
| 3            | Dmitrij Głuchowski | Metro 2035              | Metro w Moskwie | 12 czerwca 2015      | 4 listopada 2015      |

## Uniwersum Metro

### Uniwersum Metro 2033
| – Książka wydana w Polsce                         |
| – Książka napisana przez polskiego autora         |
| – Książka przetłumaczona fanowsko na język polski |

| №   | Autor                                                | Tytuł/Tłumaczenie                 | Cykl                       | Część w cyklu | Miejsce akcji                                               | Data wydania     | Data pojawienia się w Polsce |
| --- | ---------------------------------------------------- | --------------------------------- | -------------------------- | ------------- | ----------------------------------------------------------- | ---------------- | ---------------------------- |
| 1   | Władimir Bieriezin                                   | Znaki drogowe                     |                            |               | Rosja: Moskwa – Petersburg                                  | Grudzień 2009    | Lipiec 2015                  |
| 2   | Siergiej Antonow                                     | Ciemne tunele                     | Moskiewskie Tunele         | 1/3           | Moskwa                                                      | Styczeń 2010     | 8 kwietnia 2015              |
| 3   | Szymun Wroczek                                       | Piter                             | Piter. Podziemny Blues     | 1/3           | Petersburg                                                  | Luty 2010        | 9 listopada 2011             |
| 4   | Andriej Diakow                                       | Do światła                        | Cienie Post-Petersburga    | 1/3           | Petersburg                                                  | Czerwiec 2010    | 27 czerwca 2012              |
| 5   | Andriej Jerpylew                                     | Wyjście siłą                      |                            |               | Moskwa                                                      | Lipiec 2010      |                              |
| 6   | Siergiej Kuzniecow                                   | Marmurowy raj                     |                            |               | Obwód moskiewski, Moskwa                                    | Sierpień 2010    |                              |
| 7   | Suren Cormudian                                      | Wędrowiec                         |                            |               | Moskwa                                                      | Wrzesień 2010    | 15 lutego 2018               |
| 8   | Andriej Butorin                                      | Północ                            | Półwysep Nadziei           | 1/3           | Półwysep Kolski                                             | Październik 2010 | Styczeń 2014                 |
| 9   | Siergiej Antonow                                     | W interesie rewolucji             | Moskiewskie Tunele         | 2/3           | Moskwa                                                      | Listopad 2010    |                              |
| 10  | Aleksander Szakiłow                                  | Wojna kretów                      |                            |               | Kijów                                                       | Grudzień 2010    | Czerwiec 2016                |
| 11  | Rusłan Mielnikow                                     | Mrówańcza                         | Piekielne lęki             | 1/2           | Rostów nad Donem                                            | Styczeń 2011     | 22 października 2014         |
| 12  | Siergiej Palij                                       | Bezymianka                        |                            |               | Samara                                                      | Luty 2011        | Kwiecień 2017                |
| 13  | Siergiej Moskwin                                     | Zobaczyć słońce                   | Potwory Apokalipsy         | 1/2           | Nowosybirsk                                                 | Marzec 2011      |                              |
| 14  | Andriej Griebienszczykow                             | Poniżej piekła                    | Głosy spalonej Ziemi       | 1/3           | Jekaterynburg                                               | Kwiecień 2011    |                              |
| 15  | Anna Kalinkina                                       | Stacja-widmo                      | Pod-Moskowie               | 1/3           | Moskwa                                                      | Czerwiec 2011    | Maj 2019                     |
| 16  | Andriej Diakow                                       | W mrok                            | Cienie Post-Petersburga    | 2/3           | Petersburg                                                  | Lipiec 2011      | 7 listopada 2012             |
| 17  | Siergiej Zajcew                                      | Sanitariusze                      | Obdarzony                  | 1/2           | Moskwa                                                      | Sierpień 2011    |                              |
| 18  | Grant McMaster                                       | Brytania                          |                            |               | Wielka Brytania: Glasgow – Londyn                           | Wrzesień 2011    | Grudzień 2015                |
| 19  | Igor Wardunas                                        | Lodowa niewola                    | Atlantycka Odyseja         | 1/4           | Pionierskij – Antarktyda                                    | Październik 2011 | Luty 2020                    |
| 20  | Andriej Butorin                                      | Oblężenie raju                    | Półwysep Nadziei           | 2/3           | Polarne Zorze                                               | Listopad 2011    | Marzec 2014                  |
| 21  | Wielu autorów                                        | Ostatni azyl                      | Zbiór opowiadań            |               | Rosja                                                       | Grudzień 2011    | Wrzesień 2017                |
| 22  | Siergiej Antonow                                     | Niepochowani                      | Moskiewskie Tunele         | 3/3           | Moskwa                                                      | Styczeń 2012     |                              |
| 23  | Tullio Avoledo                                       | Korzenie niebios                  | Imperium Tysiąclecia       | 1/3           | Włochy: Rzym – Wenecja                                      | Luty 2012        | 8 maja 2013                  |
| 24  | Andrej Czerniecow, Walentin Leżenda                  | Oślepiająca pustka                |                            |               | Charków                                                     | Marzec 2012      |                              |
| 25  | Anna Kalinkina                                       | Królestwo szczurów                | Pod-Moskowie               | 2/3           | Moskwa                                                      | Kwiecień 2012    |                              |
| 26  | Zachar Pietrow                                       | MZOS                              | MZOS. Mroczna przyszłość   | 1/3           | Moskwa – Mińsk                                              | Maj 2012         |                              |
| 27  | Suren Cormudian                                      | Dziedzictwo przodków              |                            |               | Obwód królewiecki                                           | Lipiec 2012      | 19 lutego 2014               |
| 28  | Denis Szabałow                                       | Prawo do użycia siły              | Konstytucja Apokalipsy     | 1/3           | Sierdobsk                                                   | Sierpień 2012    | 2 marca 2016                 |
| 29  | Timofiej Kałasznikow                                 | Opowieść o szaleństwie Świata     |                            |               | Moskwa                                                      | Wrzesień 2012    |                              |
| 30  | Siergiej Moskwin                                     | Głód                              | Potwory Apokalipsy         | 2/2           | Nowa Ziemia                                                 | Październik 2012 | Sierpień 2014                |
| 31  | Irina Baranowa, Konstantin Bieniew                   | Świadek                           | Tajemnica śledztwa         | 1/1           | Petersburg                                                  | Listopad 2012    | Listopad 2017                |
| 32  | Andriej Butorin                                      | Córka ducha niebieskiego          | Półwysep Nadziei           | 3/3           | Półwysep Kolski                                             | Grudzień 2012    |                              |
| 33  | Andriej Diakow                                       | Za horyzont                       | Cienie Post-Petersburga    | 3/3           | Rosja: Petersburg – Władywostok                             | Styczeń 2013     | 9 października 2013          |
| 34  | Denis Szabałow                                       | Prawo do życia                    | Konstytucja Apokalipsy     | 2/3           | Rosja: Sierdobsk – Republika Komi                           | Marzec 2013      | 31 sierpnia 2016             |
| 35  | Andriej Griebienszczykow                             | Dom snów                          | Głosy spalonej Ziemi       | 2/3           | Moskwa                                                      | Kwiecień 2013    |                              |
| 36  | Anna Kalinikina                                      | W kotka i myszkę                  | Pod-Moskowie               | 3/3           | Moskwa                                                      | Maj 2013         |                              |
| 37  | Siergiej Antonow                                     | Rublowka                          | Rublowka. Cena Imperium    | 1/3           | Moskwa, Obwód moskiewski                                    | Czerwiec 2013    |                              |
| 38  | Olga Szwiecowa                                       | Stojąc u drzwi                    | Bohaterowie naszych czasów | 1/3           | Moskwa, Obwód moskiewski                                    | Lipiec 2013      |                              |
| 39  | Siergiej Zajcew                                      | Ciemny cel                        | Obdarzony                  | 2/2           | Moskwa                                                      | Sierpień 2013    |                              |
| 40  | Rusłan Mielnikow                                     | Z głębi                           | Piekielne lęki             | 2/2           | Rosja: Obwód swierdłowski – Moskwa                          | Wrzesień 2013    |                              |
| 41  | Nikita Awierin                                       | Krym                              | Krym. Ostatnia Nadzieja    | 1/3           | Krym                                                        | Październik 2013 |                              |
| 42  | Dmitrij Jermakow                                     | Ślepcy                            |                            |               | Nowy Aton                                                   | Listopad 2013    |                              |
| 43  | Wielu autorów                                        | Zmierzch w końcu tunelu           | Zbiór opowiadań            |               | Rosja, Ukraina                                              | Grudzień 2013    |                              |
| 44  | Tagir Kiriejew                                       | Biały irbis                       |                            |               | Kazań                                                       | Styczeń 2014     |                              |
| 45  | Igor Osipow                                          | Mierniczy                         | Smoleński Raj              | 1/2           | Smoleńsk                                                    | Luty 2014        |                              |
| 46  | Andriej Griebienszczykow                             | Siostry smutku                    | Głosy spalonej Ziemi       | 3/3           | Rosja: Jekaterynburg – Moskwa                               | Marzec 2014      |                              |
| 47  | Andriej Butorin                                      | Mutant                            | Wiedźmy słowo o baśniach   | 1/3           | Obwód wołogodzki                                            | Kwiecień 2014    | 16 października 2019         |
| 48  | Dmitrij Manasypow                                    | Droga stali i nadziei             | Droga stali                | 1/3           | Rosja: Obwód samarski, Obwód orenburski, Baszkortostan      | Maj 2014         | 24 lutego 2021               |
| 49  | Anna Kalinkina                                       | Gospodarz na Jauzie               | Moskiewskie sekrety        | 1/3           | Moskwa                                                      | Czerwiec 2014    |                              |
| 50  | Wiktor Lebiediew                                     | Urodzeni by pełzać                | Duch Wolności              | 1/3           | Moskwa                                                      | Lipiec 2014      |                              |
| 51  | Siergiej Antonow                                     | Rublowka-2. Wyspa Błogosławionych | Rublowka. Cena Imperium    | 2/3           | Moskwa, Obwód moskiewski                                    | Sierpień 2014    |                              |
| 52  | Paweł Majka                                          | Dzielnica obiecana                | O Jednomyślnych            | 1/2           | Kraków                                                      | Maj 2019         | 27 sierpnia 2014             |
| 53  | Nikita Awierin                                       | Krym-2. Wyspa straceńców          | Krym. Ostatnia Nadzieja    | 2/3           | Krym                                                        | Wrzesień 2014    |                              |
| 54  | Ełona Demidowa, Jewgienij Szkil                      | Odstępca                          |                            |               | Taganrog, Obwód rostowski                                   | Październik 2014 |                              |
| 55  | Tullio Avoledo                                       | Krucjata dzieci                   | Imperium Tysiąclecia       | 2/3           | Mediolan                                                    | Listopad 2014    | 13 września 2017             |
| 56  | Olga Szwiecowa                                       | Nikt                              | Bohaterowie naszych czasów | 2/3           | Moskwa                                                      | Grudzień 2014    |                              |
| 57  | Kira Iłarionowa                                      | Zwierzęcy gen                     |                            |               | Rosja: Wyspy Sołowieckie – Moskwa                           | Styczeń 2015     |                              |
| 58  | Igor Wardunas                                        | Ostatnia wyprawa                  | Atlantycka Odyseja         | 2/4           | Antarktyda – Spitsbergen                                    | Luty 2015        | Styczeń 2022                 |
| 59  | Tatjana Żywowa, Aleksiej Matwieiczew, Paweł Gawriłow | Bezimienna Julia                  | Na powierzchni Moskwy      | 1/2           | Moskwa                                                      | Marzec 2015      |                              |
| 60  | Wielu autorów                                        | Bajki apokalipsy                  | Zbiór opowiadań            |               | Rosja                                                       | Kwiecień 2015    |                              |
| 61  | Dmitrij Jermakow, Anastasija Osipowa                 | Trzecia siła                      | Okkervil                   | 1/3           | Petersburg                                                  | Maj 2015         | Czerwiec 2023                |
| 62  | Jewgienij Szkil                                      | Igrzyska na Okrężnej              |                            |               | Moskwa                                                      | Czerwiec 2015    |                              |
| 63  | Nikita Awierin                                       | Krym-3. Popioły imperium          | Krym. Ostatnia Nadzieja    | 3/3           | Krym – Mińsk                                                | Lipiec 2015      |                              |
| 64  | Robert J. Szmidt                                     | Otchłań                           | Nowa Polska                | 1/3           | Wrocław                                                     | Maj 2016         | 26 sierpnia 2015             |
| 65  | Anna Kalinkina                                       | Oszukać przeznaczenie             | Moskiewskie sekrety        | 2/3           | Moskwa                                                      | Sierpień 2015    |                              |
| 66  | Igor Osipow                                          | Lesze nie umierają                | Smoleński Raj              | 2/2           | Smoleńsk, Obwód smoleński                                   | Wrzesień 2015    |                              |
| 67  | Wiktor Lebiediew                                     | Lecący w dal                      | Duch Wolności              | 2/3           | Rosja: Moskwa – Wołgodońsk                                  | Październik 2015 |                              |
| 68  | Walerij Pyłajew                                      | Wyborg                            |                            |               | Wyborg – Finlandia                                          | Listopad 2015    |                              |
| 69  | Siergiej Siemionow                                   | Cudzym wzrokiem                   |                            |               | Niżny Nowogród, Obwód niżnonowogrodzki                      | Grudzień 2015    |                              |
| 70  | Andriej Butorin                                      | Podziemny doktor                  | Wiedźmy słowo o baśniach   | 2/3           | Obwód wołogodzki                                            | Styczeń 2016     |                              |
| 71  | Dmitrij Manasypow                                    | Ku odległemu, błękitnemu morzu    | Droga stali                | 2/3           | Rosja: Obwód samarski – Kraj Krasnodarski                   | Luty 2016        |                              |
| 72  | Rinat Tasztabanow                                    | Wsteczne odliczanie               | Kroniki umarłych           | 1/2           | Obwód moskiewski, Moskwa                                    | Marzec 2016      |                              |
| 73  | Igor Wardunas                                        | Droga przeklętych                 | Atlantycka Odyseja         | 3/4           | Wyspy Owcze – Pionierskij                                   | Kwiecień 2016    |                              |
| 74  | Robert J. Szmidt                                     | Wieża                             | Nowa Polska                | 2/3           | Wrocław                                                     |                  | 18 maja 2016                 |
| 75  | Jurij Ulengow                                        | Skraj człowieczeństwa             |                            |               | Obwód irkucki, Irkuck                                       | Czerwiec 2016    |                              |
| 76  | Marija Striełowa                                     | Izolacja                          | Miasto z berylu            | 1/3           | Moskwa, Obwód moskiewski                                    | Lipiec 2016      |                              |
| 77  | Paweł Majka                                          | Człowiek obiecany                 | O Jednomyślnych            | 2/2           | Kraków                                                      |                  | 9 listopada 2016             |
| 78  | Olga Szwiecowa                                       | Demon-stróż                       | Bohaterowie naszych czasów | 3/3           | Obwód moskiewski, Moskwa                                    | Luty 2017        |                              |
| 79  | Artur Chmielewski                                    | Achromatopsja                     |                            |               | Warszawa, Powiat otwocki                                    |                  | 15 marca 2017                |
| 80  | Szamil Ałtamirow                                     | Stepowy smok                      |                            |               | Kazachstan: Obwód wschodniokazachstański, Obwód pawłodarski | Marzec 2017      |                              |
| 81  | Nail Wybornow                                        | Przejście                         | Przejście. Jedna droga     | 1/2           | Nabierieżnyje Czełny                                        | Kwiecień 2017    |                              |
| 82  | Jurij Charitonow                                     | Na skraju przepaści               | Era szaleństwa             | 1/3           | Rosja: Obwód włodzimierski – Moskwa                         | Maj 2017         |                              |
| 83  | Denis Szabałow                                       | Prawo do zemsty                   | Konstytucja Apokalipsy     | 3/3           | Obwód penzeński                                             | Czerwiec 2017    | 14 czerwca 2017              |
| 84  | Wielu autorów                                        | Skrzyżowanie losów                |                            |               | Moskwa, Obwód niżnonowogrodzki                              | Lipiec 2017      |                              |
| 85  | Siergiej Antonow                                     | Rublowka-3. Księga Umarłych       | Rublowka. Cena Imperium    | 3/3           | Obwód moskiewski, Moskwa                                    | Sierpień 2017    |                              |
| 86  | Tatjana Żywowa                                       | Pasierbowie Trzeciego Rzymu       | Na powierzchni Moskwy      | 2/2           | Moskwa, Obwód moskiewski                                    | Wrzesień 2017    |                              |
| 87  | Siergiej Moskwin                                     | Pytia                             | Pytia. Wstrząs ziemi       | 1/2           | Moskwa, Obwód moskiewski                                    | Październik 2017 |                              |
| 88  | Aleksiej Doronin                                     | Nora                              |                            |               | Obwód moskiewski; Moskwa, Ocean Spokojny, Morze Ochockie    | Listopad 2017    |                              |
| 89  | Andriej Butorin                                      | Mistrz Miasta Potworów            | Wiedźmy słowo o baśniach   | 3/3           | Obwód wołogodzki, Obwód kirowski                            | Grudzień 2017    |                              |
| 90  | Suren Cormudian                                      | Skraj świata. Zaginiony raj       | Skraj świata               | 1/2           | Kamczatka                                                   | Styczeń 2018     |                              |
| 91  | Wielu autorów                                        | O czym milczą ocaleni             | Zbiór opowiadań            |               | Rosja, Ukraina, Kazachstan                                  | Luty 2018        |                              |
| 92  | Anna Kalinkina                                       | Uciec od siebie                   | Moskiewskie sekrety        | 3/3           | Moskwa                                                      | Marzec 2018      |                              |
| 93  | Suren Cormudian                                      | Skraj świata-2. Ogień i popiół    | Skraj świata               | 2/2           | Kamczatka                                                   | Kwiecień 2018    |                              |
| 94  | Siergiej Czechin                                     | Śpiąca Straż                      | Głośniej niż grzmot        | 1/2           | Samara, Obwód samarski                                      | Maj 2018         |                              |
| 95  | Siergiej Moskwin                                     | Pytia-2. W błocie i krwi          | Pytia. Wstrząs ziemi       | 2/2           | Moskwa                                                      | Czerwiec 2018    |                              |
| 96  | Marija Striełowa                                     | Nas już nie ma                    | Miasto z berylu            | 2/3           | Obwód moskiewski, Moskwa                                    | Lipiec 2018      |                              |
| 97  | Nail Wybornow                                        | Przejście-2. Po drugiej stronie   | Przejście. Jedna droga     | 2/2           | Nabierieżnyje Czełny                                        | Sieripień 2018   |                              |
| 98  | Dmitrij Jermakow, Natalija Jermakowa                 | Plac Odwagi                       | Okkervil                   | 2/3           | Petersburg                                                  | Wrzesień 2018    |                              |
| 99  | Stanisław Bogomołow                                  | Nici Ariadny                      |                            |               | Moskwa, Obwód moskiewski                                    | Październik 2018 |                              |
| 100 | Swietłana Kuzniecowa                                 | Uroboros                          | Nie jesteśmy niewolnikami  | 1/2           | Moskwa                                                      | Listopad 2018    |                              |
| 101 | Wielu autorów                                        | Zimny płomień życia               | Zbiór opowiadań            |               | Rosja                                                       | Grudzień 2018    |                              |
| 102 | Oleg Gracz                                           | Cyrkowa parada                    |                            |               | Nowosybirsk                                                 | Styczeń 2019     |                              |
| 103 | Walerij Żelnow                                       | Reaktor                           | Reaktor. Okres półtrwania  | 1/2           | Tomsk, Obwód tomski                                         | Luty 2019        |                              |
| 104 | Andriej Lisew                                        | Zima miłosierdzia                 |                            |               | Moskwa                                                      | Marzec 2019      |                              |
| 105 | Marija Striełowa                                     | Duchy przeszłości                 | Miasto z berylu            | 3/3           | Obwód moskiewski, Moskwa                                    | Kwiecień 2019    |                              |
| 106 | Siergiej Czechin                                     | Sfora                             | Głośniej niż grzmot        | 2/2           | Biełgorod                                                   | Czerwiec 2019    |                              |
| 107 | Siergiej Aleksiejew                                  | Koczownik                         |                            |               | Kazachstan: Obwód ałmacki, Obwód żambylski                  | Lipiec 2019      |                              |
| 108 | Anna Kalinkina                                       | Sietuń                            |                            |               | Moskwa                                                      | Sierpień 2019    |                              |
| 109 | Siergiej Antonow                                     | Haram Burum                       | W imię rewolucji           | 1/2           | Moskwa                                                      | Wrzesień 2019    |                              |
| 110 | Igor Wardunas                                        | Ślepy trop                        | Atlantycka Odyseja         | 4/4           | Wyspy Owcze                                                 | Październik 2019 |                              |
| 111 | Wielu autorów                                        | Są inni, niż się wydają           | Zbiór opowiadań            |               | Rosja                                                       | Listopad 2019    |                              |
| 112 | Dmitrij Blinow                                       | Arkaim                            |                            |               | Czelabińsk, Obwód czelabiński                               | Luty 2020        |                              |
| 113 | Nail Wybornow                                        | W prochach naszych domów          |                            |               | Tatarstan                                                   | Marzec 2020      |                              |
| 114 | Pierre Bordage                                       | Paryż: Lewy brzeg                 | Métro Paris 2033           | 1/3           | Paryż                                                       | 30 kwietnia 2020 | 27 marca 2024                |
| 115 | Swietłana Kuzniecowa                                 | Pałac dla niewolników             | Nie jesteśmy niewolnikami  | 2/2           | Moskwa                                                      | Lipiec 2020      |                              |
| 116 | Jurij Charitonow                                     | Śmierć oktanowych bogów           | Era szaleństwa             | 2/3           | Rosja: Obwód włodzimierski, Obwód jarosławski               | Wrzesień 2020    |                              |
| 117 | Siergiej Antonow                                     | Siła wyższa                       | W imię rewolucji           | 2/2           | Moskwa                                                      | Listopad 2020    |                              |
| 118 | Dmitrij Jermakow                                     | Ładoga                            | Okkervil                   | 3/3           | Obwód leningradzki, Petersburg                              | Grudzień 2020    |                              |
| 119 | Siergiej Siemionow                                   | Cena wolności                     |                            |               | Rosja: Obwód irkucki – Kraj Chabarowski                     | Styczeń 2021     |                              |
| 120 | Walerij Żelnow                                       | Reaktor-2. Krąg drugi             | Reaktor. Okres półtrwania  | 2/2           | Rosja: Nowosybirsk – Obwód tomski                           | Luty 2021        |                              |
| 121 | Pierre Bordage                                       | Prawy brzeg                       | Métro Paris 2033           | 2/3           | Paryż                                                       | Marzec 2021      |                              |
| 122 | Aleksiej Gołowienkow                                 | Król szczurów                     |                            |               | Petersburg                                                  | Kwiecień 2021    |                              |
| 123 | Anna Wietługina, Dmitrij Maksimenko                  | Świadkowie Czyśćca                |                            |               | Obwód moskiewski                                            | Maj 2021         |                              |
| 124 | Pierre Bordage                                       | Miasto                            | Métro Paris 2033           | 3/3           | Paryż                                                       | Kwiecień 2022    |                              |

### Uniwersum Metro 2035
| №  | Autor                               | Tytuł/Tłumaczenie        | Cykl                     | Część w cyklu | Miejsce akcji                                          | Data wydania w Rosji | Data pojawienia się w Polsce |
| -- | ----------------------------------- | ------------------------ | ------------------------ | ------------- | ------------------------------------------------------ | -------------------- | ---------------------------- |
| 1  | Szymun Wroczek                      | Piter. Wojna             | Piter. Podziemny Blues   | 2/3           | Petersburg                                             | Luty 2018            | 18 kwietnia 2018             |
| 2  | Siergiej Niedorub                   | Czerwony Wariant         | Tajemnica trzeciej nitki | 1/2           | Kijów                                                  | Marzec 2018          | 17 października 2018         |
| 3  | Dmitrij Manasypow                   | Zimowy Łańcuch Obłoków   | Droga stali              | 3/3           | Rosja: Obwód samarski, Obwód orenburski, Baszkortostan | Kwiecień 2018        |                              |
| 4  | Rinat Tasztabanow                   | Ożywiając martwych       | Kroniki umarłych         | 2/2           | Obwód moskiewski                                       | Maj 2018             |                              |
| 5  | Dmitrij Manasypow                   | Wściekły Pies            | Pies przeciw bestiom     | 1/2           | Samara                                                 | Czerwiec 2018        |                              |
| 6  | Olga Szwiecowa, Szamil Ałtamirow    | Puszka Pandory           |                          |               | Moskwa                                                 | Lipiec 2018          |                              |
| 7  | Igor Osipow, Olga Szwiecowa         | Biegnąc na krawędzi      |                          |               | Moskwa                                                 | Sierpień 2018        |                              |
| 8  | Jurij Charitonow                    | Azyl zapomnianych dusz   | Era szaleństwa           | 3/3           | Rosja: Centralny Okręg Federalny, Obwód wołogodzki     | Wrzesień 2018        |                              |
| 9  | Dmitrij Manasyłow, Szamil Altamirow | Stalowa wyspa            |                          |               | Nowa Ziemia, Ziemia Franciszka Józefa                  | Październik 2018     |                              |
| 10 | Irina Baranowa, Konstantin Bieniew  | Caryca Nocy              | Tajemnica śledztwa       | 2/2           | Petersburg                                             | Listopad 2018        |                              |
| 11 | Zachar Pietrow                      | MZOS. Czyściec           | MZOS. Mroczna przyszłość | 2/3           | Mińsk                                                  | Grudzień 2018        |                              |
| 12 | Władysław Wystawnoj                 | Dach świata              | Dach świata. Pośrednik   | 1/2           | Tyrnyauz – Elbrus                                      | Styczeń 2019         |                              |
| 13 | Wiktor Lebiediew                    | Czarnomorze              | Duch Wolności            | 3/3           | Morze Czarne – Obwód rostowski                         | Luty 2019            |                              |
| 14 | Tullio Avoledo                      | Konklawe ciemności       | Imperium Tysiąclecia     | 3/3           | Włochy                                                 | Marzec 2019          |                              |
| 15 | Zachar Pietrow                      | MZOS. Upadek             | MZOS. Mroczna przyszłość | 3/3           | Mińsk                                                  | Kwiecień 2019        |                              |
| 16 | Robert J. Szmidt                    | Riese                    | Nowa Polska              | 3/3           | Dolny Śląsk                                            |                      | 15 maja 2019                 |
| 17 | Jurij Mori                          | Embrion. Początek        | Embrion                  | 1/3           | Woroneż, Obwód woroneski                               | Maj 2019             |                              |
| 18 | Dmitrij Manasypow                   | Oddany Pies              | Pies przeciw bestiom     | 2/2           | Samara, Obwód samarski                                 | Czerwiec 2019        |                              |
| 19 | Irina Baranowa, Konstantin Bieniew  | Miasto Siedmiu Wiatrów   |                          |               | Baku                                                   | Lipiec 2019          |                              |
| 20 | Władysław Wystawnoj                 | Dach świata. Kartagina   | Dach świata. Pośrednik   | 2/2           | Tyrnyauz                                               | Sierpień 2019        |                              |
| 21 | Jurij Mori                          | Embrion. Starcie         | Embrion                  | 2/3           | Obwód woroneski, Woroneż                               | Październik 2019     |                              |
| 22 | Szymun Wroczek                      | Piter. Wydanie specjalne | Piter. Podziemny Blues   | 1+/3          | Petersburg                                             | Listopad 2019        |                              |
| 23 | Szymun Wroczek                      | Piter. Bitwa bliźniaków  | Piter. Podziemny Blues   | 3/3           | Petersburg                                             | Listopad 2019        | 1 lipca 2020                 |
| 24 | Jurij Mori                          | Embrion. Scalenie        | Embrion                  | 3/3           | Woroneż, Obwód woroneski                               | Styczeń 2020         |                              |
| 25 | Wiktor Toczinow                     | Obrona Kowacza           |                          |               | Obwód leningradzki                                     | Luty 2020            |                              |
| 26 | Siergiej Niedorub                   | Zagubiony klan           | Tajemnica trzeciej nitki | 2/2           | Kijów                                                  | Kwiecień 2020        |                              |
| 27 | Irina Bakulina, Igor Wardunas       | Komórka                  |                          |               | Solikamsk                                              | Listopad 2020        |                              |

### Zbiory polskich opowiadań
| № | Autor         | Tytuł                | Data wydania w Polsce |
| - | ------------- | -------------------- | --------------------- |
| 1 | Różni autorzy | W blasku ognia       | 28 stycznia 2014      |
| 2 | Różni autorzy | Szepty zgładzonych   | 8 kwietnia 2015       |
| 3 | Różni autorzy | Echo zgasłego świata | 2 marca 2016          |
| 4 | Różni autorzy | W ruinie             | 14 czerwca 2017       |

### Powieść graficzna
| № | Autor                           | Tytuł                         | Data wydania w Polsce |
| - | ------------------------------- | ----------------------------- | --------------------- |
| 1 | Dmitry Glukhovsky, Peter Nuyten | Metro 2033. Powieść graficzna | 31 maja 2023          |